# أولمايتي
أليخاندرو موسكويدا باز (مواليد 20 يناير 1995 في  هافانا، كوبا)، المعروف باسم أولمايتي (Almighty) ، هو مغني راب كوبي. ظهر لأول مرة في عام 2015 بأغنية "Amarrate Las Timber".اشتهر بأغاني "Panda" مع فاراكو.